# Полтавская духовная семинария
Полтавская миссионерская духовная семинария (укр. Полтавська місіонерська духовна семінарія) — учебное заведение Полтавской и Миргородской епархии Украинской православной церкви.

## История
Первоначально в Полтаве в 1776 году была открыта школа певчих, которая в 1780 году стала называться: Полтавская славянская семинария; основана она была архиепископом Евгением (Булгарисом). Ректором её стал иеромонах Никифор (Феотоки). В 1797 году эта семинария из Полтавы была переведена в Новомиргород, а затем — в Екатеринослав.
Первым учебным заведением в Полтавской губернии, по времени открытия, была, основанная в 1738 году при Переяславском кафедральном Вознесенском монастыре архиепископом Переяславским Арсением, духовная семинария. В 1753 году епископ Иоанн II Козлович построил для семинарии каменный корпус, существовавший в Переяславе до самого перевода семинарии в Полтаву и служивший помещением для неё. По его же распоряжению на монастырские суммы был также выстроен деревянный дом близ бывшей крепости, который назывался бурсой; в нем помещалось от 30 до 40 человек. Эта бурса через 20 лет сгорела.
В 1774 году в семинарии был открыт класс философии, а в 1778 году — класс богословия. Однако к 1785 году они были закрыты по недостатку наставников. Всех наставников было три: один преподавал риторику и поэзию, другой — грамматики: русскую, славянскую и латинскую, а третий — арифметику.
Семинария была подчинена Киевской духовной академии. В 1797 году, при возобновлении Переяславской епархии, под именем Малороссийско-Переяславской, семинария отделилась от Киевской академии и тогда же, в первый раз были присланы из Киевской духовной академии воспитанники — наставниками в Переяславскую семинарию. Кроме прежних наук, начали преподавать: российское красноречие, геометрию, всеобщую и русскую историю, географию, языки: греческий, французский, немецкий и польский. В 1799 году, по определению Священного синода, было открыто семинарское правление; оно находилось в ведении епархиального епископа и состояло из префекта и двух учителей. При епископе Сильвестре (Лебединском), в 1800 и 1801 годах, вновь открыты классы философии и богословия. В 1803 году, 17 декабря, при переименовании Переяславской епархии в Полтавскую, семинария получила название Полтавской семинарии, но с оставлением в Переяславе.
В 1812 году все здания семинарии взяты были для помещения там больных и раненых; Священный синод уже предписал открыть философские и богословский классы в Крестовоздвиженском монастыре в Полтаве; но предписание это не было приведено в исполнение по той причине, что семинарские здания в скором времени были очищены.
Из-за увеличения числа учащихся в семинарии в 1814 году каменный корпус был надстроен деревянным вторым этажом.
С 1845 года стала преподаваться медицина, а в 1846 году — началось преподавание сельского хозяйства и естественной истории; в 1854 году был также открыт класс «обличение раскольников».
В 1840-х годах архиепископ Гедеон (Вишневский) ходатайствовал о переводе семинарии в Полтаву. В 1859 году вновь было возбуждено ходатайство о переводе семинарии в Полтаву, по причине ветхости и неудобству помещения для неё в Переяславе; наконец, в августе 1861 года Священный синод разрешил перевести Полтавскую семинарию из Переяслава в Полтаву и 30 сентября 1862 года она была открыта в здании, занимаемом консисторией, близ архиерейского дома; консистория же поместилась в наемной квартире; обучение началось со 2 октября. 16 октября 1877 года семинария перешла в новое, специально выстроенное, здание.
В 1918 году советская власть закрыла семинарию.
В 1997 году в городе Комсомольске (ныне — Горишние Плавни) Полтавской епархии было открыто двухлетнее епархиальное Духовное училище, ректором которого стал архимандрит Филипп (Осадченко). Скоро училище перешло на трехлётнее обучение. В училище функционировали богословско-миссионерское отделение и отделение регентов-псаломщиков.
В 2002 году школа преобразована в Миссионерское Духовное училище Украинской Православной Церкви.
В 2006 году было открыто иконописное отделение.
29 марта 2007 года решением Священного Синода Украинской Православной Церкви духовной училище преобразовано в Полтавскую Миссионерскую Духовную Семинарию. Отделения реформированы в факультеты, а иконописное отделение - в Иконописную школу.
14 ноября 2007 года Священный Синод Украинской Православной Церкви постановил сохранить должность ректора Полтавской Миссионерской духовной семинарии за архиепископом Филиппом (Осадченко).

## Ректоры
- Иероним (Яновский) (1779—?[2])
- Кирилл (Богословский-Платонов) (1817—1819)
- Виталий (Борисов-Жегачев) (1819 — 28 февраля 1826)
- Феофил (Надеждин) (1841—1850)
- Феодосий (Шаповаленко) (3 декабря 1852—1859)
- Фотий (Щиревский) (1861 год)[3]
- Гаврилков, Михаил Фёдорович[4]
- Пичета, Иоанн Христофорович (1890—1902)
- Гавриил (Чепур) (1902—1906)
- Памфил (Лясковский) (10 декабря 1912—1917)

…
- Забуга, Николай Петрович (с 31 мая 2007 — 14 ноября 2007)
- Филипп (Осадченко) (с 14 ноября 2007)

## Инспекторы
- Агапит (Вознесенский) (1.09. 1823 — 21.01. 1826)
- Митрофан (Вицинский) (1839—1842)
- Феодосий (Шаповаленко) (22.05. 1843 — 30.06. 1845)
- Агапит (Вишневский) (1896—1898)
- Гавриил (Воеводин) (1898—1901)
- Ювеналий (Машковский) (12 декабря 1910—1912)
- Николай (Могилевский) (1912—1913)